# Ablaincourt-Pressoir

Ablaincourt-Pressoir este o comună în departamentul Somme, Franța. În 1 ianuarie 2022 avea o populație de 268 de locuitori.